# Fruitvale (Kalifornia)
Fruitvale – obszar niemunicypalny w Kern County, w Kalifornii (Stany Zjednoczone), na wysokości 121 m. Fruitvale zostało założone w 1891 roku.